# Gailard Sartain
Gailard Sartain   (Tulsa, 18 de setembre de 1943 - Tulsa, 19 de juny de 2025) va ser un actor i il·lustrador estatunidenc.

## Biografia
Sartain va estudiar a la Will Rogers High School i després a la Universitat de Tulsa, on va rebre un títol de Bachelor of Fine Arts. El 1968, Gailard es va traslladar a Nova York, on va treballar com a assistent de l'il·lustrador Paul Davis.
Va treballar com a camerògraf per al canal de televisió local i va moderar més endavant el programa nocturn The Uncanny Film Festival and Camp Meeting, en el qual es projectaven pel·lícules de sèrie B. Per a això es disfressava com a mag i utilitzava el pseudònim de Dr. Mazeppa Pompaziodi.
El 1972 va ser escollit per un cercador de talents i va participar en vint episodis de la sèrie de televisió Hee Haw . Va actuar en les sèries Cher (1975-76) i Shields and Yarnell (1978). Va participar en pel·lícules com Crema Mississippi (1988), Tomàquets verds fregits (1991), Ali (2001) i Ellizabethtown (2005).
A més d'haver actuat en més de quaranta pel·lícules, Sartain va ser també un reconegut escriptor i il·lustrador, d'entre les seves feines en aquest àmbit hi destaquen el  disseny per una portada de l'artista Leon Russell (Will O' the Wisp) i il·lustracions per a diverses revistes.